# Max Hofer
Max Andrea Hofer (Novara, 23 aprile 1950) è uno sciatore nautico italiano.

## Carriera
Vinse l'argento olimpico alle Olimpiadi del 1972 a Kiel nel salto dello sci nautico: infatti il 1972 è stato l'unico anno in cui lo sci nautico era entrato a far parte dei Giochi Olimpici come sport dimostrativo.
Inoltre, nel 1974 vinse il titolo europeo nello slalom.